# Dannebrog (1850)
Dannebrog var ett linjeskepp i danska Kungliga flottan. Hon var det sista linjeskeppet som konstruerades i Danmark och ett av danska flottans sista seglande örlogsfartyg. Dannebrog byggdes på örlogsvarvet i Köpenhamn efter konstruktionsritningar av Otto Frederik Suenson och sjösattes den 25 september 1850. Den 17 maj 1853 togs hon i tjänst av flottan. Skeppet förde en bestyckning av 84 kanoner uppställda på två batteridäck.
Strax efter att ha tagits i tjänst ingick Dannebrog i en skandinavisk eskader bestående av örlogsfartyg från Danmark och Sverige-Norge, som samlats med anledning av det spända politiska läget inför det kommande Krimkriget. Eskadern bestod förutom Dannebrog av det svenska linjeskeppet Carl XIII, fregatterna Josephine och af Chapman samt briggen Nordenskiöld. Från Norge deltog korvetten Nordstjernan och skonerten Sleipner. Befälhavare var konteramiral Salomon Mauritz von Krusenstierna ombord på Carl XIII. Efter att ha kryssat i Nordsjön upplöstes eskadern den 29 juni 1853.
Under intryck av den snabba fartygstekniska utvecklingen, beslutade man i början av 1860-talet att bygga om Dannebrog till en ångdriven pansarfregatt. Ombyggnaden tog två år och slutfördes i mars 1864. Skrovet täcktes av ett 11 cm tjockt bälte järnpansar, och beväpningen utbyttes mot 60-pundiga kanoner med räfflade eldrör. Ångmaskinen som installerades genererade 1 150 indikerade hästkrafter, vilket gav en maxfart på 8,7 knop. Som ett komplement till ångdriften behölls den gamla segelriggen. Fartyget rustades under Dansk-tyska kriget 1864, då hon patrullerade i Kattegatt, men kom inte att bli inblandat i några sjöstrider. Dannebrog utrangerades den 15 februari 1875. Samma år togs pansaret, maskineriet och hela bestyckningen bort. Därefter användes hon en tid som flytande kasern, och 1896 blev hon målfartyg. Resterna av fartyget skrotades på varvet 1897-98.

## Galleri

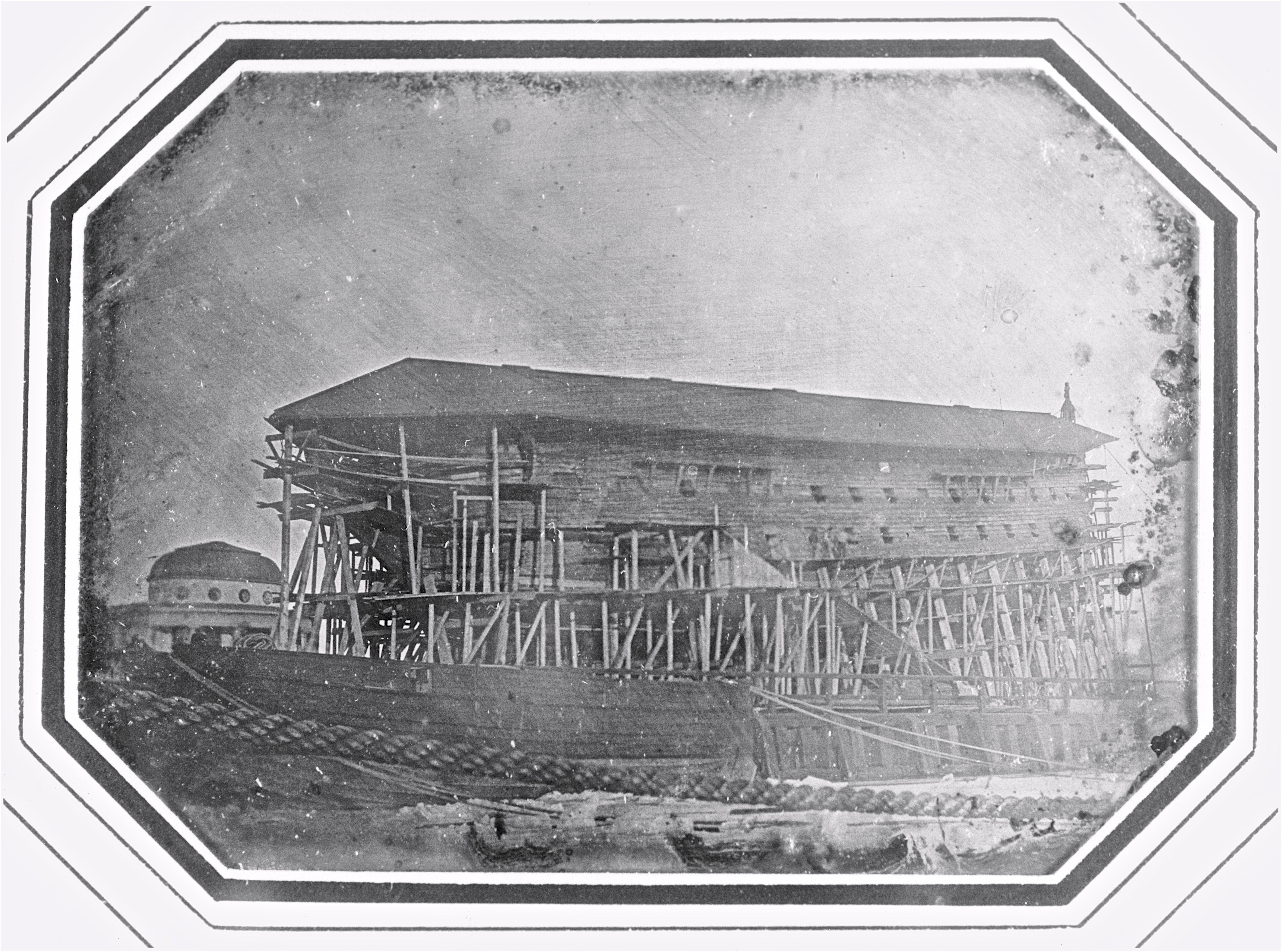
Dannebrog på stapelbädden 1849. Denna daguerreotyp av okänd upphovsman är det äldsta fotografiet på ett danskt örlogsfartyg som finns bevarat.
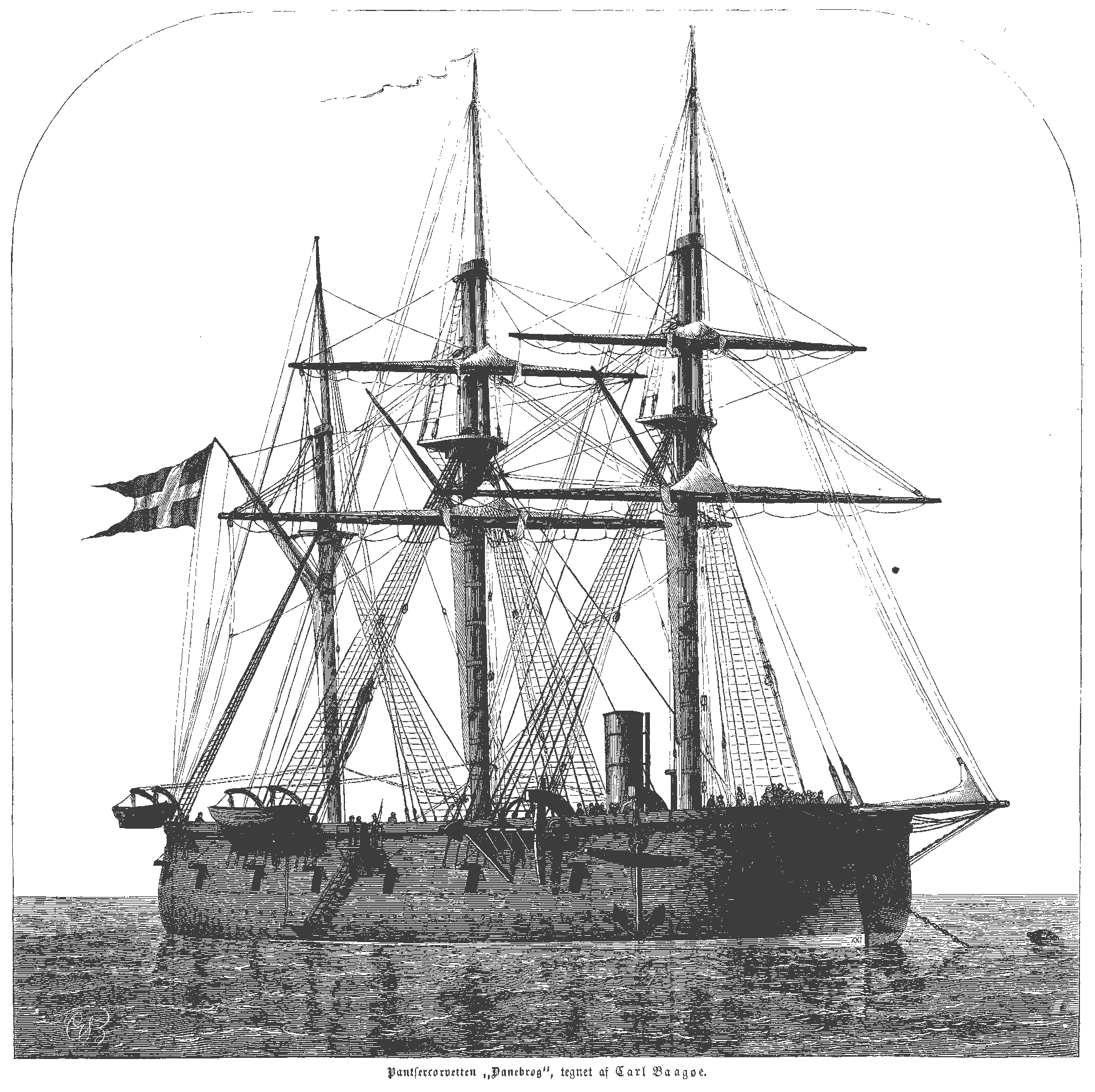
Dannebrog efter ombyggnaden till pansarfregatt. Samtida illustration av Carl Baagøe publicerad i tidningen Illustreret Tidende.